# C.A. Viraktamath
Chandrashekaraswami Adiveyya Viraktamath (benämnd som C. A. Viraktamath eller Chandra A. Viraktamath), född 31 januari 1944 i Byādgi, Indien, är en indisk entomolog specialiserad på systematiken hos dvärgstritar.